# Bataille de l'Aisne (1940)
Pour les articles homonymes, voir Bataille de l'Aisne.
Seconde Guerre mondiale,
Bataille de France
Batailles
- Drôle de guerre
- Évacuation des civils de la ligne Maginot
- Mobilisation
- Offensive de la Sarre
- Baie de Heligoland
- Incident de Mechelen
- Plan Jaune
- Plan Dyle
- Luxembourg
- Ében-Émael
- Hannut

- Sedan
- Dinant
- Monthermé
- Givet
- La Horgne
- Gembloux
- Flavion
- Louvain
- Charleroi

- Stonne
- Montcornet
- La Sambre
- Arras

- L'Escaut
- Amiens
- La Lys
- Massacre de Vinkt
- Boulogne-sur-Mer
- Calais
- Poche de Lille
- Massacre du Paradis
- Abbeville
- Dunkerque
- Capitulation belge

- L'Aisne
- L'Ailette
- Opération Paula
- l’Exode
- Pont-de-l'Arche
- Opération Cycle
- Opération Ariel

- Les Alpes
- Vallon du Seuil
- Bombardement de Toulon
- Opération Vado
- La Loire
- Saumur
- La vallée du Rhône
- Bombardements de Marseille
- Menton (Pont-Saint-Louis)
- Combats aériens en Suisse
- Armistice du 22 juin

La bataille de l'Aisne se déroule en 1940 au cours de la bataille de France.

## Présentation
Les Allemands pénètrent dans le département de l'Aisne le 15 mai 1940. La 6e Panzer-Division, qui a percé le matin à Monthermé (Ardennes) sur la Meuse le front de la 9e Armée française, atteint Rozoy dans le nord-est du département de l'Aisne puis Montcornet au soir.
S'ensuivent trois batailles successives :
- La bataille de Montcornet, qui se déroule à Montcornet (Aisne) le 17 mai 1940.

- La bataille de l'Ailette, qui se déroule sur le canal de l'Ailette (Aisne) et le Chemin des Dames (Aisne) du 18 mai au 6 juin 1940.

- La bataille de l'Aisne, qui se déroule sur l'Aisne du 17 mai au 10 juin 1940 puis au sud de cette rivière jusqu'au 12 juin.

## Sur l'Aisne
La VIe Armée du général Touchon vient s'établir sur l'Aisne après la rupture du front français sur la Meuse.
Après la percée des Ardennes, le 13 mai 1940, Touchon se voit confier un « détachement d'armée » composé de troupes rassemblées à la hâte et chargé de contrer l'avancée allemande ; celui-ci ne peut qu'édifier une fragile barrière sur l'Aisne et l'Ailette, vers le sud.
Sa mise en place est facilitée par l'action des blindés du colonel de Gaulle commandant la 4e division cuirassée (4e DCr) opérant en avant dans la région de Laon (Batailles de Montcornet et Crécy-sur-Serre du 17 au 20 mai 1940).
La 6e armée se bat ensuite courageusement lorsque les Allemands attaquent sur l'Aisne le 9 juin, mais se désagrège après deux jours de combats et la retraite jusqu'en Bourgogne, face aux Panzers de Kleist et Guderian.

## Au sud de l'Aisne
Les combats se poursuivent alors au sud de l'Aisne. Le 9 juin 1940, le 4e BCC de la 2e armée doit contrattaquer dans la région de Voncq dans le sud de l'Aisne les unités allemandes qui ont franchi le Canal des Ardennes. Coordonnée avec des unités du 57ème RI, l’attaque des chars FCM 36 va s’exercer contre des unités d’infanterie allemandes en mouvement. Au soir du 9, le bilan est positif, malgré la destruction de 5 chars, la 78e division d'infanterie allemande fait face à de lourdes pertes, dont 550 morts. Le lendemain 10 juin, cependant, face à des Allemands renforcés, l’engagement du 4ème BCC tournera à la mission de sacrifice, pour couvrir la retraite des fantassins.

## Franchissement du Rhin et percée à l'Est
Les troupes allemandes atteignent la Seine à Rouen le 9 juin. Paris, déclarée ville ouverte tombe sans combat le 14 juin (⇒ Histoire de Paris). Entre les 13 et 19 juin, les Allemands franchissent le Rhin entre Schœnau et Neuf-Brisach. Guderian s'engouffre alors jusqu'à Pontarlier, atteint le 17 juin, et Belfort, le 18 juin, prenant à revers les unités restées dans la ligne Maginot capturées en masse après quelques jours de combats.